# Weerballon

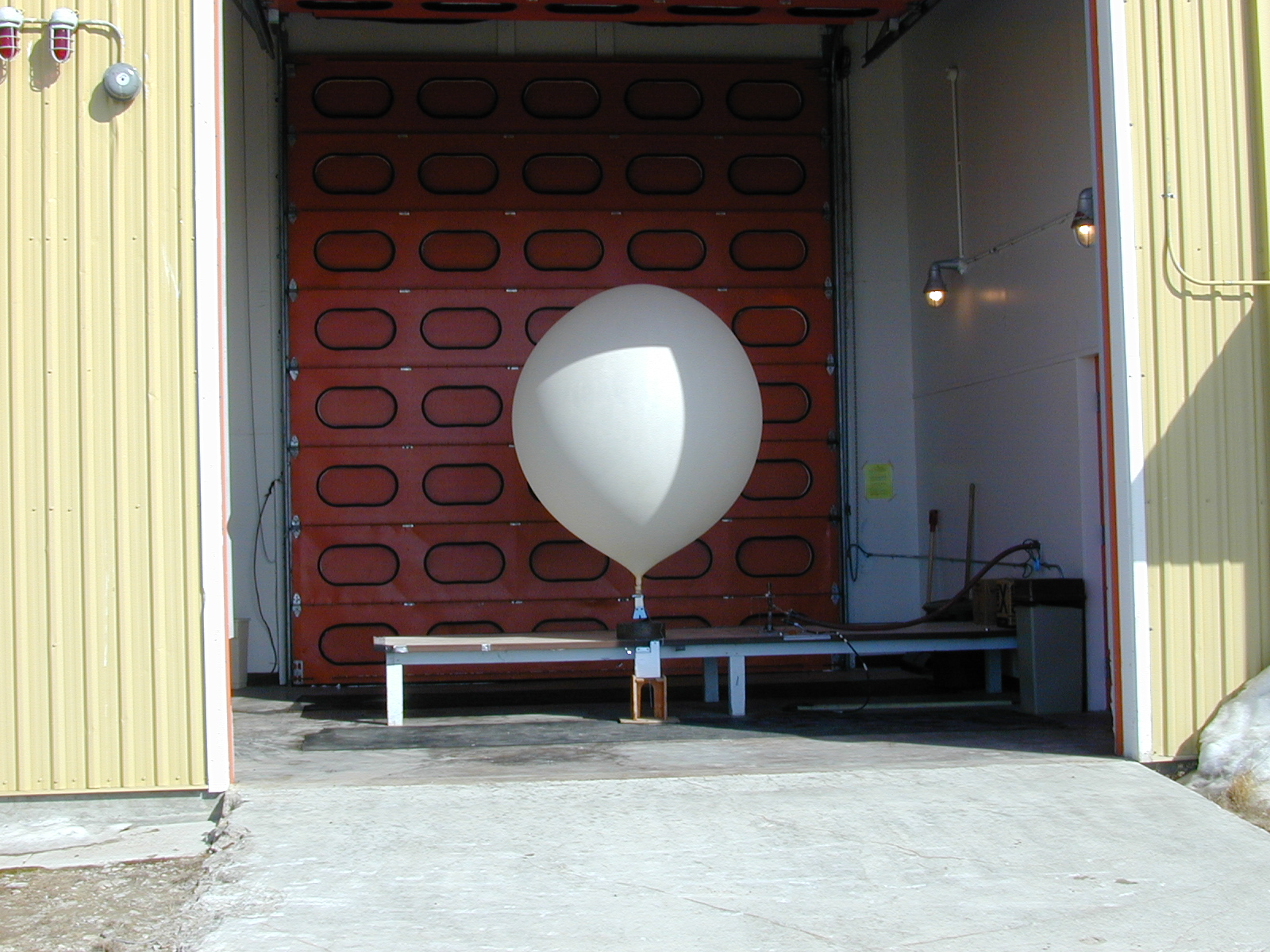
Close-up van een met waterstof gevulde ballon op Cambridge Bay Upper Air station, Nunavut, Canada

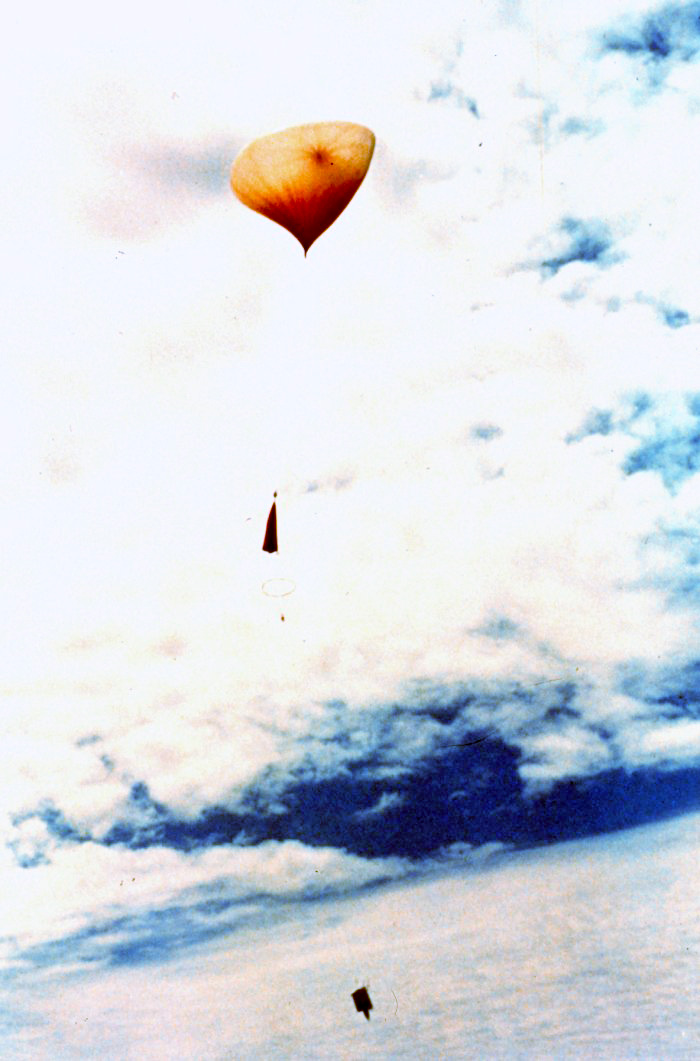
Rawinsonde weerballon net na opstijgen. Er zit een parachute halverwege het touw, met onderaan een radiosonde die verschillende parameters zoals temperatuur, luchtvochtigheid en windsnelheid kan meten.

Een weerballon is een ballon die wordt gebruikt voor meteorologisch onderzoek. Zo'n ballon is uitgerust met instrumenten die hoog in de lucht belangrijke factoren zoals temperatuur, atmosferische druk en luchtvochtigheid kunnen meten. 

## Materialen en apparatuur
De ballon zelf wordt gebruikt om de meetapparatuur de lucht in te krijgen. De ballon is vaak gemaakt van een zeer flexibel latex materiaal. 
Het instrument, dat de metingen verzorgt die met radiosignalen doorgestuurd worden naar een weerstation op de grond, hangt aan een lijn onder de ballon. Dit instrument is vaak een kleine radiosonde. De lengte van de lijn tussen ballon en radiosonde is bij de dagelijkse sondering van het KNMI 55 meter. Een dergelijk grote afstand tussen ballon en sonde is nodig opdat de ballon de metingen van de sonde zo weinig mogelijk zou beïnvloeden. De meeste radiosondes meten standaardparameters zoals temperatuur, luchtvochtigheid en luchtdruk, maar er bestaan ook speciale modellen die bijvoorbeeld de ozonconcentratie meten. 
Weerballonnen worden door militaire weerstations vanwege de lagere kosten vaak gevuld met waterstofgas, maar het KNMI en KMI gebruiken helium. Waterstof vormt vooral bij het vullen op de grond door het brand- en ontploffingsgevaar een veiligheidsrisico. Hoe snel de ballon stijgt kan worden bepaald met de hoeveelheid gas in de ballon. Weerballonnen bereiken in de praktijk hoogtes van 25 tot 35 kilometer, hoogtes die voor een vliegtuig onbereikbaar zijn. Voor metingen op nog grotere hoogte worden vaak onderzoeksraketten of satellieten gebruikt. 
Hoe hoger de ballon komt, hoe meer hij uitzet. Dit komt door de steeds ijler wordende atmosfeer. Een ballon die op de grond een diameter van circa 2 meter heeft, kan op 30 kilometer hoogte uitdijen tot een diameter van zo'n 20 meter, waarna het materiaal scheurt. Na het klappen van de ballon komen de resten van de ballon met de radiosonde naar beneden aan een kleine parachute, die de valsnelheid enigszins beperkt.
Belangrijke leveranciers van weerballonnen zijn Totex en Cosmopren uit Japan en Kaysam (nu Kaymont), en Scientific Sales, Inc. uit de VS.

## Trivia

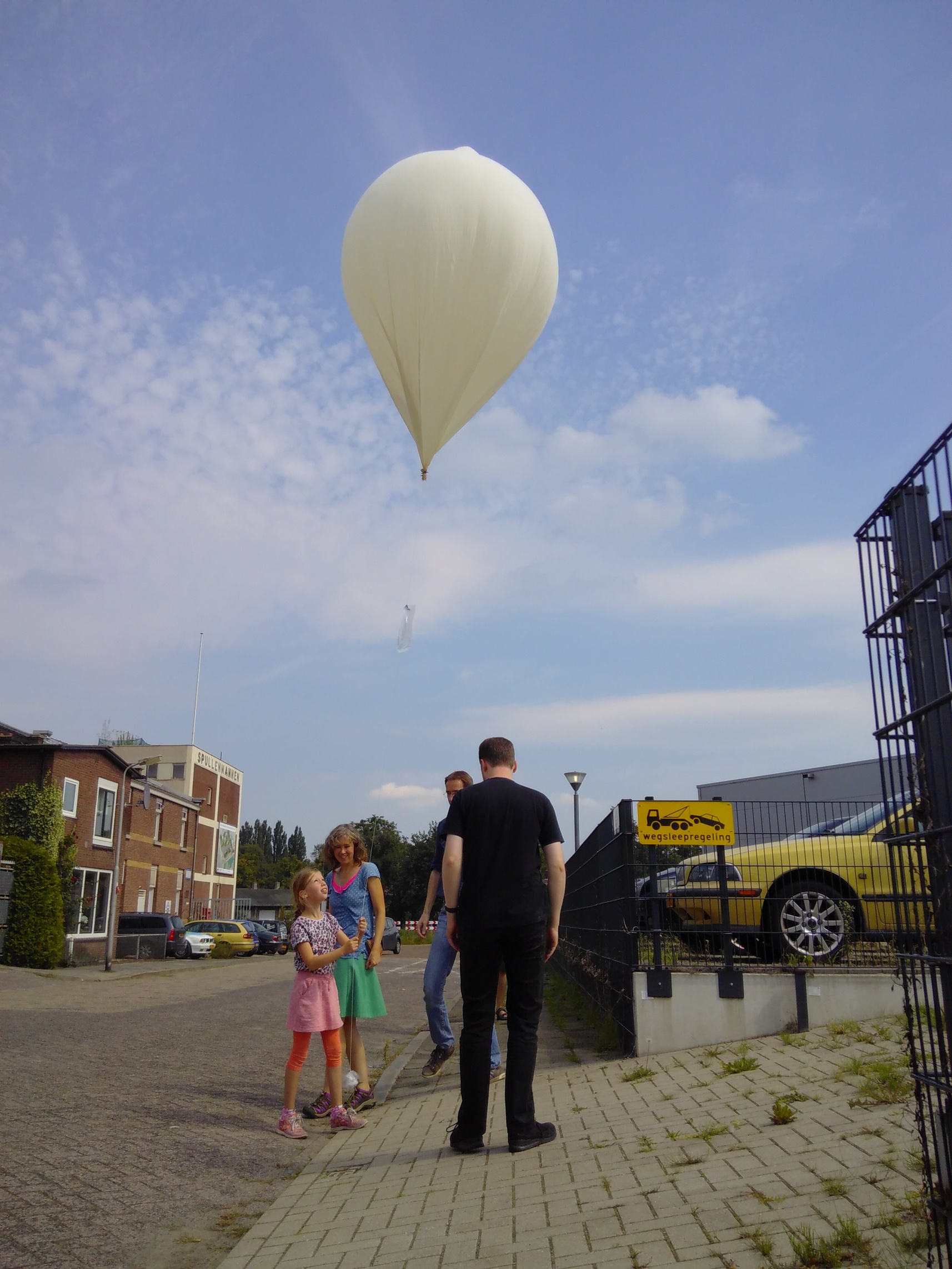
Het oplaten van een weerballon van ongeveer 1 meter doorsnede, gevuld met helium

- Weerballonnen worden soms aangezien voor een unidentified flying object. Volgens een van de officiële lezingen was een weerballon van het Project Mogul verantwoordelijk voor het Roswellincident.
- Volgens de Amerikaanse kustwacht werd een weerballon in 1942 aangezien voor een vijandelijk vliegtuig, waardoor er in Los Angeles paniek uitbrak die later de naam Slag om Los Angeles kreeg.
- Weerballonnen kunnen door amateurs gebruikt worden om kleine objecten naar grote hoogten te sturen. Ze worden dan voorzien van één of meerdere actioncameras en een gps-tracker zodat de spullen na de landing teruggevonden kunnen worden.